# I Dzsongmin
I Dzsongmin (Lee Jeongmin) (hangul: 이정민, RR: Lee Jeong-min; 2002. január 25. –) ifjúsági olimpiai bajnok dél-koreai rövidpályás gyorskorcsolyázó.

## Élete
Röviddel a 18. születésnapja előtt, a 2020-as Lausanne-i téli ifjúsági olimpiai játékokon a rövidpályás gyorskorcsolya fiú 500 méteres versenyszámát – honfitársa, Csang Szongu (Jang Sungwoo) előtt, egyéni rekordját megdöntve, 40,772 időeredménnyel – megnyerte, ugyanakkor a fiúk 1000 méteres versenyét ezüstéremmel, a játékok utolsó napján rendezett vegyes váltó döntőjét pedig egy 5. hellyel zárta.
Rögtön a játékok után, az olaszországi Bormióban rendezett junior világbajnokságon aranyérmes lett a fiúk 500 méteres távjának döntőjében (41,356-os időeredménnyel), míg 1000 méteren a 8., 1500 méteren pedig az A-döntő 7. helyén végzett.
Az Amerikai Egyesült Államokbeli Lake Placidban megrendezett 2023. évi téli universiade férfi 1000 és 1500 méteres versenyszámában a második helyen ért célba, míg a férfi váltóval a dobogó legfelső fokára állhatott fel.  Ugyanitt 500 méteren csak a 19. helyet sikerült megszereznie.